# シケル人

シケル人とその隣人であるシカニ人およびエリミ人のおおよその居住域（フェニキア人およびギリシア人入植開始以前）

シケル人またはシケロイ人（ラテン語: Siculi; 古代ギリシア語: Σικελοί Sikeloi）は鉄器時代にシケリア東部に居住していたイタリック人である。西側にはシカニ人が居住していた。シケリア（シチリア）の名前はシケル人に由来するものであるが、やがてマグナ・グラエキアの文化と融合し、民族としての独自性は失われた。

## 歴史
考古学的発掘から青銅器時代のシケリアはミケーネ文明の影響を受けていたことが分かっている。シケル人に関する最初の記述は『オデュッセイア』にある。ホメロスは同書でまたシカニ人に関しても触れているが、両者を区別していない。英国の古典学者ロビン・レーン・フォックス（en）はホメロスにとって「彼らはどちらも遠くから来た遠く離れた人々であり、明らかに同じに思えた」と述べている。
鉄器時代のシケル人とシカニ人は（メサピア人（en）と共に）先住していた前インド・ヨーロッパ語族（ティレニア人）を征服したイリュリア人の集団で構成されていた可能性がある。トゥキディデス（紀元前460年頃 - 紀元前395年）や他の古典作家は、シケル人がかつてはイタリア半島中央部、東部、さらにはローマより北部にも住んでいたことを知っていた。その後ウンブリア人とサビニ人に圧迫され、最終的にシケリアに渡ってきた。彼らの社会組織は部族的で、経済は農業に依存していた。ディオドロスによると、シケル人は何度かシカニ人と争い、最終的にサルソ川（en）が両者の境界とされた。
一般的な推定では、シケル人はシカニ人よりは後からシケリアに渡ってきており、彼らが青銅器時代のシケリアに鉄と家畜化された馬を持ち込んだと考えられている。おそらくシケル人のシケリア渡来は、紀元前1000年代の初め頃と思われる。しかし、紀元前13世紀のカルナック神殿の碑文に、海の民の一部族の名称として「シェケルシュ（Shekelesh）」というものがあり、そのエスノニム（民族名）が鉄器時代以前に遡る証拠とも考えられる。

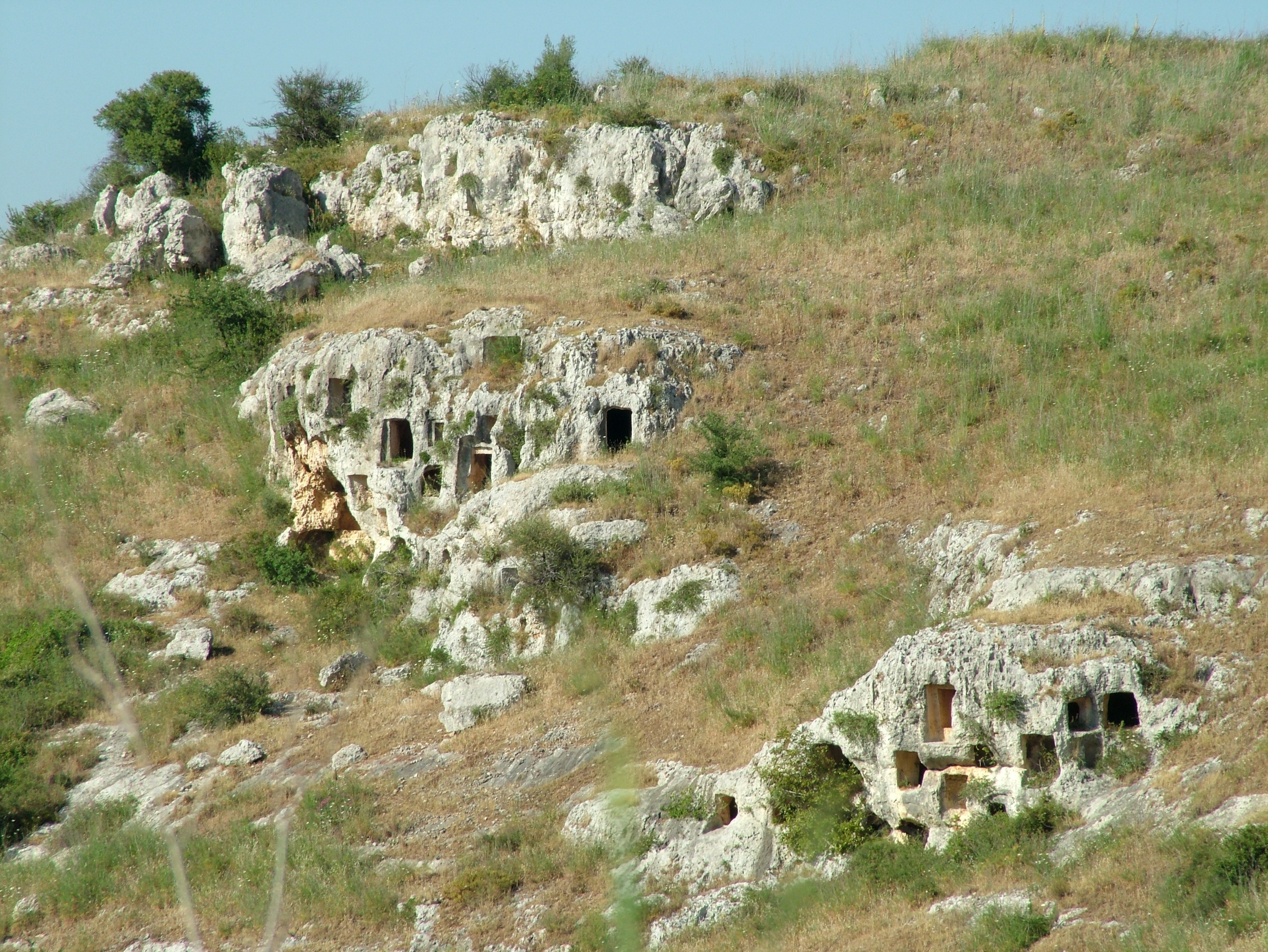
パンターリカのネクロポリス

シラクサ近くにある世界遺産であるシケル人のパンターリカの岩壁墓地遺跡は良く知られており、次に大きいのがノート近くのカッシビルのネクロポリス（en）である。蜂の巣のように、渓谷の崖に多数の「オーブン型」の穴が掘られている。
シケル人の主な都市としては、アグリウム（現在のアジーラ）、ケントリパ（現在のチェントゥーリペ）、ヘンナ（現在のエンナ）、ヒュブラと呼ばれるいくつかの都市（エトナ山南斜面のヒュブラ・ゲレアティス、ヒュブラ・マジョール（en、おそらくはヒュブラ・ゲレアティスまたはメガラ・ヒュブラエアと同一）、ヒュブラ・マイノール、シケリア南岸のヒュブラ・ヘラエア）がある。
ギリシア人（シケリア先住民と良好な関係を保ち続けたカルキス人（イオニア人）と先住民を圧迫したドーリア人）の植民が開始されると、シケル人は海岸沿いから押し出され内陸部に追いやられた。イオニア海から60キロメートル程のモルガンティナにはシケル人とギリシア人が隣り合って住んでおり、これがギリシア人のポリスかシケリア人都市であるか、歴史家の間で議論となっている。ギリシアの品物、特に陶器はシケル人も広く使用し、さらにはシケル人都市の都市計画にもギリシアの影響が見られる。しかしながら、紀元前5世紀の中頃、ドゥケティオスという名前のシケル人指導者が、シュラクサイに対抗していくつかの都市を統合した統一「国家」を作った。この「国家」は何年か独立を保ったが、紀元前450年にギリシア人に敗北し、ドゥケティオスも10年後に死亡した。彼のカリスマ性無しではこの動きは続けられず、シケル人は急速にギリシア化し、その独自性は失われていった。しかしトゥキディデスによると、紀元前426年から紀元前425年にかけての冬にアテナイがシケリアに艦隊を送った際にシケル人が同盟し、その理由として「以前はシュラクサイと同盟していたが、粗略に扱われたため離反した」としている。トゥキディデス以外にも、レスボスの歴史家ヘラニコス（紀元前490年-紀元前405年頃）やシュラクサイの歴史家アンティオコス（紀元前5世紀の人物、生没年不明）が、シケル人や他のシケリア先住民に関する断片的な記録を残している。

## 言語
言語学的研究からは、シケル語はインド・ヨーロッパ語族の言語を使用していたことが示唆されており、シケリア東部とイタリア南部でも使われていた。他方、シケリア中央部にはシカニ人（シカノイ人）、シケリア西部にはエリミ人（エリモイ人）が居住していた。シカニ人が使っていた言語は不明であるが、最近の研究結果からは、エリミ人はイタリック語を使っていたことが確認されている。
シケル語に関して分かっていることは多くはなく、古代の作家の解説や極めて少数の碑文から得られたものであり、これら全てが実際にシケル語であるかは証明されていない。シケル人はギリシア人と接触する以前には文字を持っていなかったと思われる。今日までにいくつかのシケリア語の碑文が発見されているが、発見場所はアドラノン（en）、チェントゥーリペ、ポイラ、パテルノ=シヴィタ、パリケ、モンタグナ・ディ・ラマッカ、リコディーア・エウベーア、ラグーザ・イブラ、シクリ・ソッターノ、モンテ・カッサシア、カスティグリオーネ・ディ・ラグーザ、テラヴェチーナ・ディ・グラミチェーレ、モルガンティナ、ピアッツァ・アルメリーナ、およびテラヴェッキア・ディ・クティ。最初のシケル語の碑文が発見されたのは1824年のチェントゥーリペで、99文字のギリシア文字からなるものであった。紀元前6世紀または紀元前5世紀頃の書体が使われており、英語アルファベットに置き換えると以下のように読める。
nunustentimimarustainamiemitomestiduromnanepos
duromiemtomestiveliomnedemponitantomeredesuino
brtome[...
これを解読する試みはいくつか行われているが（V. Pisani 1963, G. Radke 1996）、成功はしていない。他の長文の碑文がモンタグナ・ディ・マルツォでも発見されている：
tamuraabesakedqoiaveseurumakesagepipokedlutimbe
levopomanatesemaidarnakeibureitamomiaetiurela
シケル語がインド・ヨーロッパ語族である証拠としては、「pibe」（飲む）という動詞があげられる。この単語はラテン語の「bibe」（さらにはサンスクリット語の[piba]）と同じ語源を持つと思われる。が孤立した言語の可能性もあり、「pibe」だけではシケル語がインド・ヨーロッパ語族であると結論するには十分ではない。イタリック語派、おそらくはラテン・ファリスク語群に属する可能性も排除できない。共和政ローマの学者マルクス・テレンティウス・ウァロ（紀元前116年 - 紀元前27年）によると、シケル語はラテン語に近く、多くの単語が同じ意味を持っているとしており、例として「oncia」「lytra」「moeton」等をあげている。

## 神話
シケリアの双子の神パリキ（en）に関して現在まで伝わっている話は、ギリシア神話の影響を受けている。シケリアの精霊タリアが火の神であるアドラヌス（en、ギリシア神話のヘーパイストスに相当する）の子供を身ごもるが、ヘーラーはこれに嫉妬して、大地の神ガイアにタリアを飲み込むように依頼した。その後大地が割れて双子の神が生まれた。双子の神は、シチリアで航海と農業の後援者として崇拝された。ギリシア神話の古い形では、ティーターン族のティテュオスは母エラレーの胎内にいたころから巨大な身体の持主で、母の子宮を割ってしまったために、ガイアが代わりに生んだとされる。このような伝説に基づいた儀礼のため、食物の成長を願って、生贄として埋葬された二人の子供が発見されることがある。
パルシの父であるアドラヌス神殿に、シケル人は永遠に炎を焚いていた。ヒュブラ神（またはヒュブラエア女神）の名前を持った都市のうち、ヒュブラ・ゲラエティスにはその聖域があった。デーメーテールとコレーのエンナとの関係（ペルセポネーの略奪）、精霊アレトゥーサとシュラクサイの関係は、ギリシアの影響を受けたものである。

## 参考資料
- トゥキディデス, vi.2 and vi.4.6
- Price, Glanville Encyclopedia of the Languages of Europe s.v. "Sicel  (Siculan)"

## その他資料
- L. Bernabò Brea, 1966. Sicily Before the Greeks (revised edition; originally published in Italian, 1966)